# Gimsøya
Gimsøya – jedna z wysp archipelagu Lofotów, leżąca na obszarze norweskiej gminy Vågan w okręgu Nordland. Ma 46,4 km² powierzchni, a jej populacja wynosi 207 osób (2001).
Głównymi miejscowościami na wyspie są: Vinje, Hov, Hovsund, Barstrand i Gimsøysand (w tej ostatniej znajduje się kościół Gimsøy). Przez wyspę przebiega trasa europejsa E10, łącząc Gimsøyę z sąsiednią wyspą Austvågøy mostem Gimsøystraumen oraz z wyspą Vestvågøy mostem Sundklakkstraumen.
Najwyższym szczytem na wyspie jest Bardstrandfjellet (767 m n.p.m.), znajdujący się w południowo-wschodniej górzystej części wyspy. Część północno-zachodnia jest płaska i bagnista, z wyjątkiem odosobnionej góry Hoven (368 m n.p.m.).

## Galeria

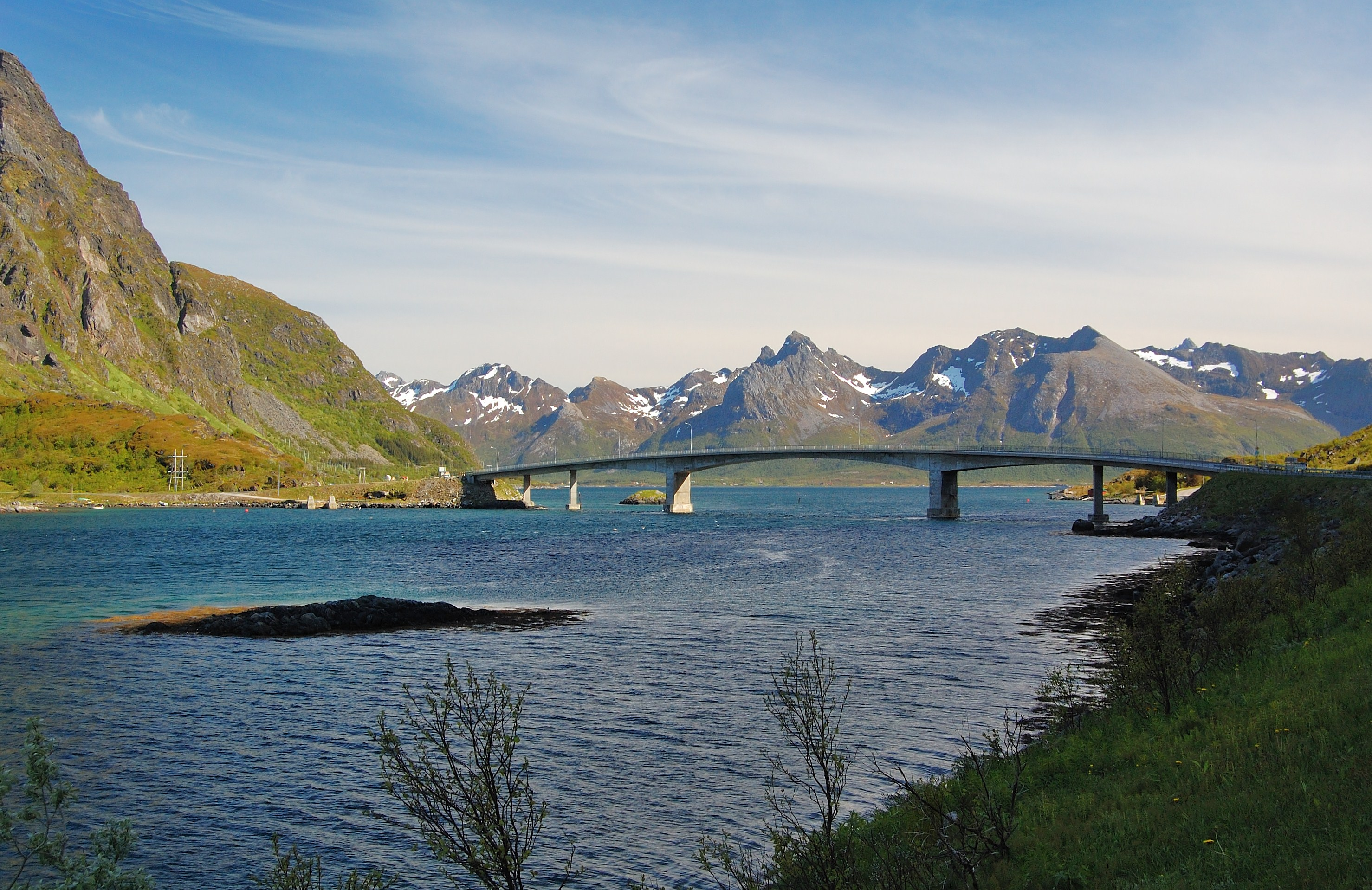
Most Sundklakkstraumen
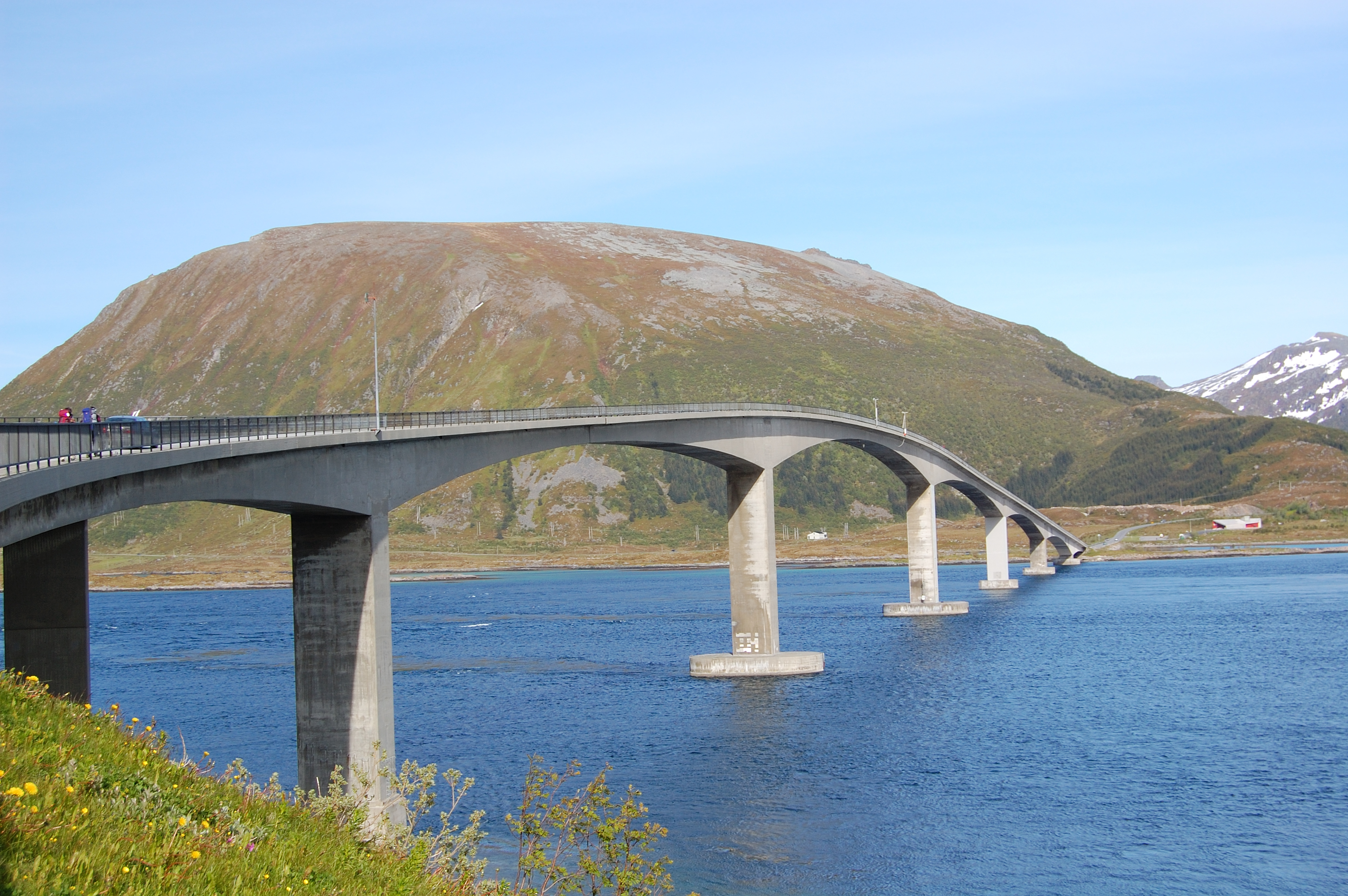
Most Gimsoystraumen
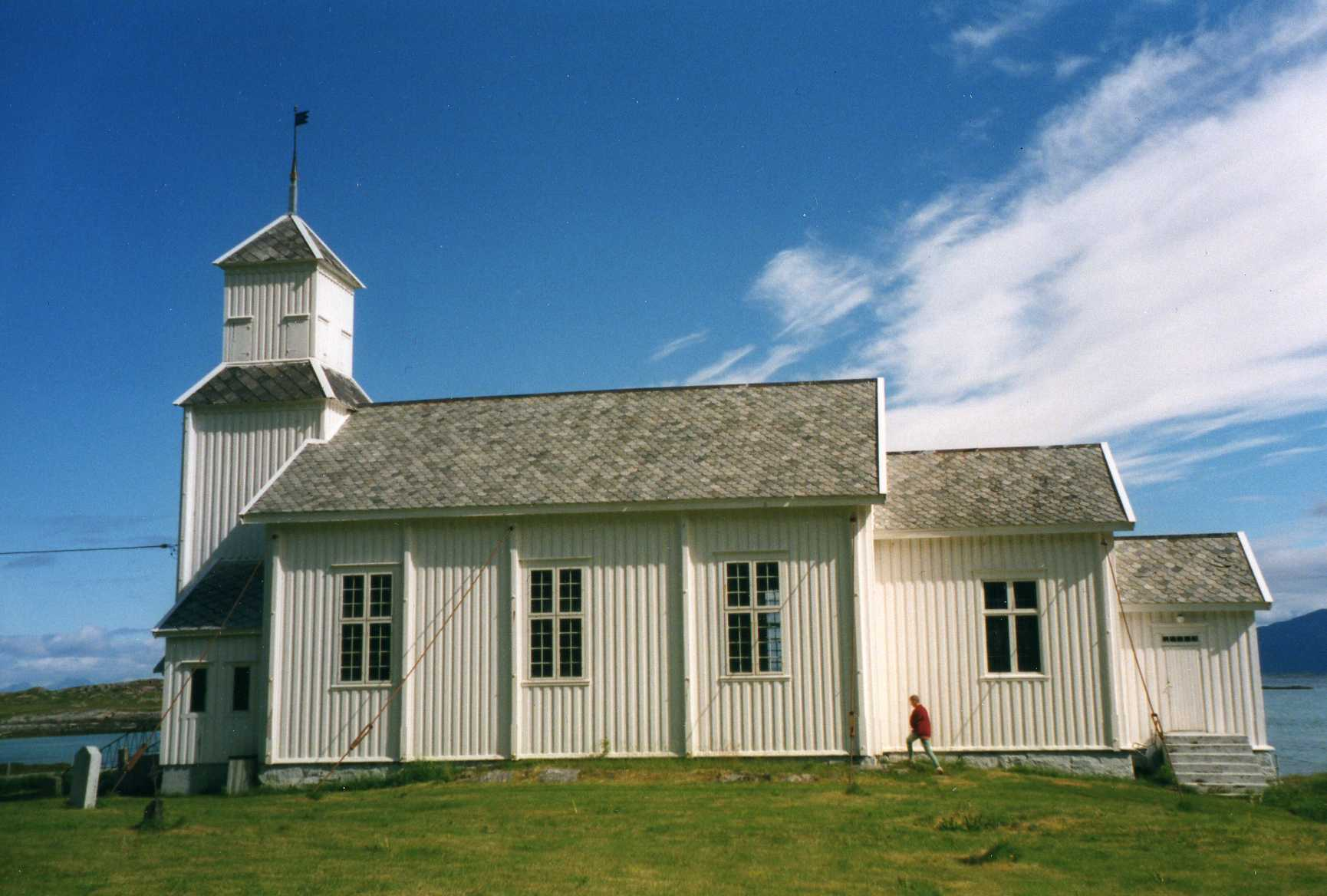
Kościół Gimsøy w Gimsøysand
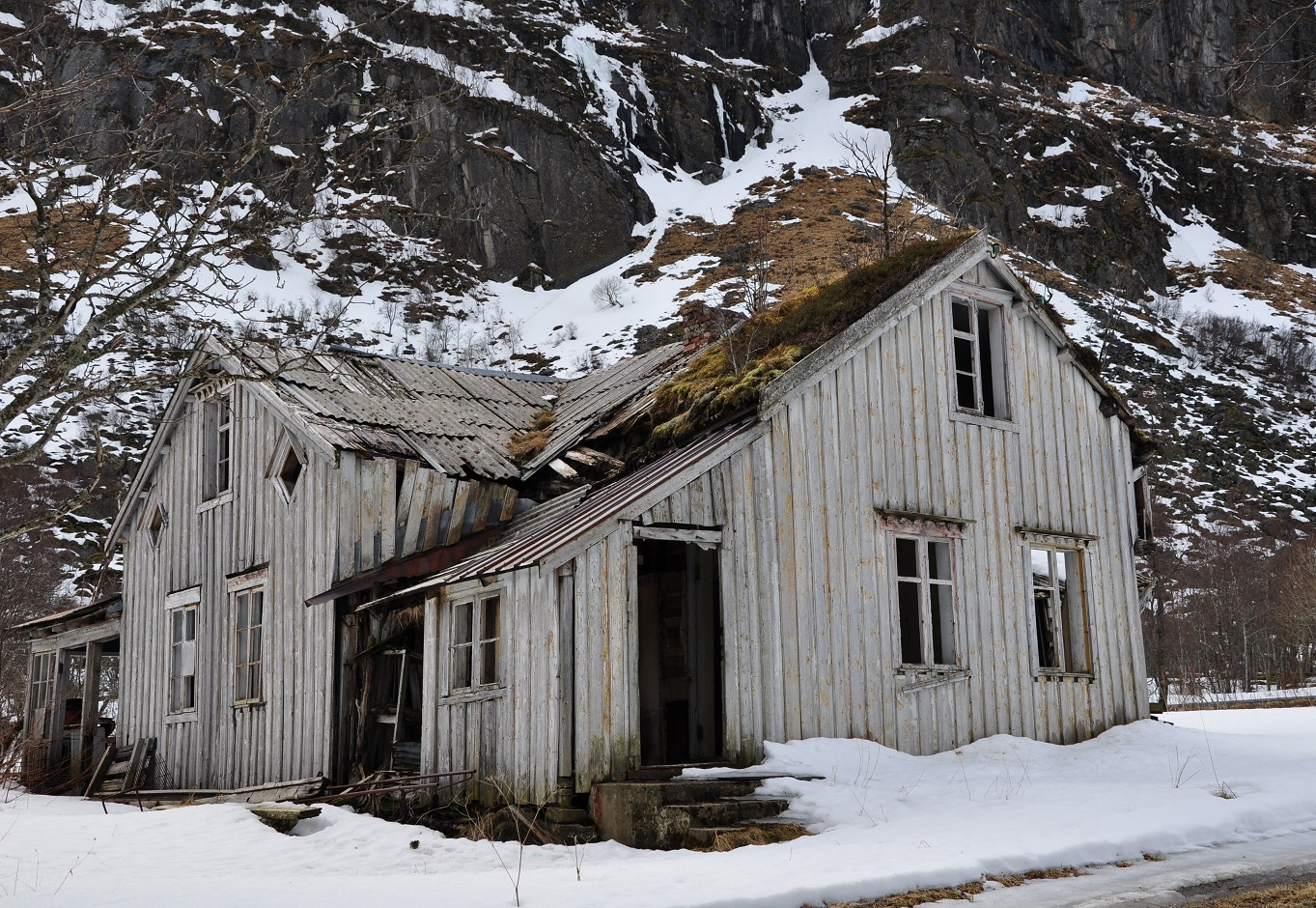
Opuszczony dom w Gimsøysand
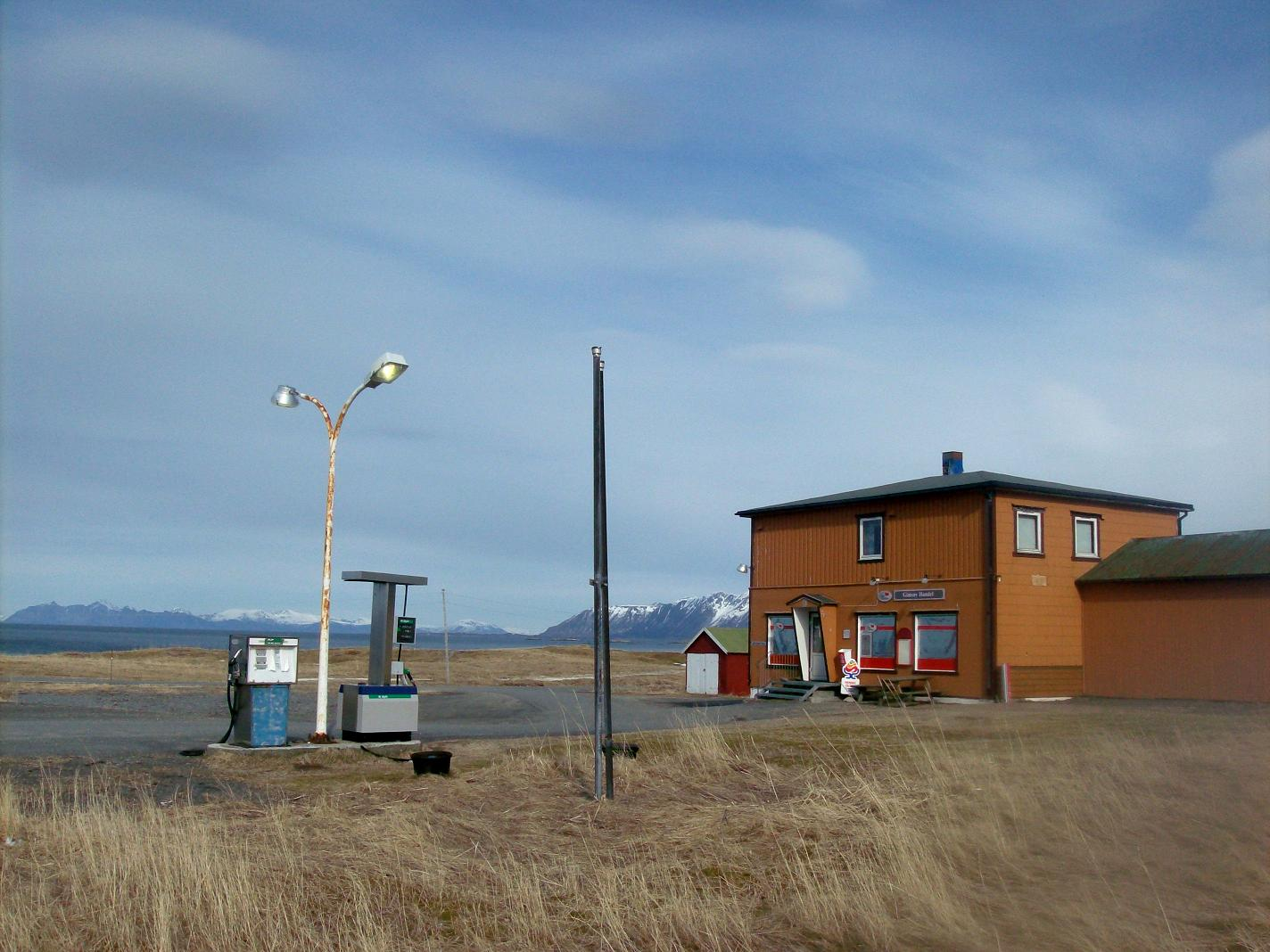
Sklep i stacja benzynowa na wyspie